# Alassane Ouattara
Pour les articles homonymes, voir Ouattara et ADO.
Alassane Dramane Ouattara , souvent désigné sous ses initiales « ADO », né le 1er janvier 1942 à Dimbokro, en Côte d'Ivoire, est un homme d'État ivoirien. Il est président de la république de Côte d’Ivoire depuis le 6 mai 2011.
Économiste de profession ayant notamment travaillé au FMI, il est le premier à exercer la fonction de Premier ministre de Côte d’Ivoire, de 1990 à 1993, une période pendant laquelle il assainit les finances publiques du pays et relance l’économie au prix d’une politique de rigueur budgétaire. Il est élu en 1999 à la tête du Rassemblement des républicains (RDR), mais ne peut se présenter aux élections présidentielles de 1995 et 2000 à cause d'une modification du code électoral introduisant une clause d’« ivoirité ».
Candidat à l'élection présidentielle de 2010, il est élu président de la République avec 54 % des suffrages exprimés selon la Commission électorale indépendante et la quasi-totalité de la communauté internationale. Il exerce pleinement ses fonctions de chef d'État après l'arrestation par ses partisans du président sortant, Laurent Gbagbo, qui estimait avoir remporté le scrutin et refusait de quitter le pouvoir.
Après cette grave crise politique, il conduit une politique libérale et interventionniste relançant la croissance économique. Son administration investit notamment dans la réhabilitation d’infrastructures et encourage les investissements dans le pays. Alassane Ouattara est cependant critiqué pour sa gestion de l'armée et de la justice, accusées de perpétrer des exactions contre des proches de son prédécesseur et de se livrer à une « justice des vainqueurs ». La corruption reste par ailleurs importante.
Après avoir été réélu au premier tour de l'élection présidentielle de 2015 avec 84 % des voix, il annonce ne pas vouloir briguer un troisième mandat. Le Premier ministre Amadou Gon Coulibaly est ainsi désigné candidat de la majorité présidentielle à l'élection présidentielle de 2020 mais meurt peu de temps avant celle-ci. Alassane Ouattara revient alors sur sa décision de quitter le pouvoir et l’emporte largement à l’issue d’un scrutin boycotté par l’opposition, réunissant 95 % des suffrages au premier tour. Après les élections législatives de l’année suivante, auxquelles l’opposition accepte de participer, il conserve sa majorité à l’Assemblée nationale. Alassane Ouattara est candidat à un quatrième mandat présidentiel lors de l'élection de 2025.

## Origine et vie familiale
Alassane Ouattara est musulman d'ethnie mandingue.
Il est le fils de Dramane Ouattara, enseignant et commerçant prospère, et de Hadja Nabintou Ouattara (née Cissé). Il descend de l'empereur Sékou Oumar Ouattara (1665-1745), premier souverain de la dynastie des Ouattara de l'empire Kong, à cheval sur les actuels Mali, Ghana, Burkina Faso et Côte d'Ivoire,.
Il est père de deux enfants, issus d'un premier mariage avec l'Américaine Barbara Jean Davis : David Dramane Ouattara et Fanta Catherine Ouattara.
En 1985, il rencontre Dominique Nouvian, femme d'affaires qui gère notamment les propriétés immobilières du président Félix Houphouët-Boigny et de son homologue gabonais, Omar Bongo, au sein du groupe Aici. Il l'épouse le 24 août 1991, à la mairie du XVIe arrondissement de Paris, entouré d'amis de longue date tels que Jean-Christophe Mitterrand et Martin Bouygues,,. De confession chrétienne, Dominique Nouvian a eu deux enfants d'un précédent mariage,.
Alassane Ouattara a un frère cadet, Téné Birahima Ouattara. Membre influent du RDR, celui-ci est élu maire de Kong en 2013, puis président du conseil régional du Tchologo en 2018. Il est ministre des Affaires présidentielles et s'occupe en particulier des services de renseignement et de la sécurité. En mars 2021, Alassane Ouattara le nomme ministre de la Défense par intérim en remplacement d'Hamed Bakayoko.
Il a également un frère aîné, Gaoussou Ouattara, cadre du PDCI puis fondateur du RDR, qui est maire de Kong de 1995 à 2013, et une sœur, Aïssiata Ouattara, devenue maire de Gbeleban, le village de leur mère situé dans le Nord-Ouest. Sa nièce, Nina Keïta, fille de Aïssata Ouattara, est la directrice générale adjointe de la Gestoci.

## Carrière d'économiste
Inscrit à l'Institut de technologie de Drexel puis à l'université de Pennsylvanie grâce à l'obtention d'une bourse, il obtient en 1967 un master en économie. Entré en tant qu'économiste au Fonds monétaire international (FMI) l'année suivante, il poursuit ses études et obtient un doctorat d'État en sciences économiques en 1972.
Un an plus tard, il intègre la Banque centrale des États de l'Afrique de l'Ouest (BCEAO), dont il est vice-gouverneur de 1983 à 1984. Il retourne ensuite au FMI pour y occuper les fonctions de directeur du département Afrique à partir de novembre 1984, après quoi il devient, en octobre 1988, gouverneur de la BCEAO. En 1994, il retourne au FMI en tant que directeur général adjoint.

## Parcours politique

### Premier ministre (1990-1993)
À partir du 18 avril 1990, en tant que président du Comité interministériel de la coordination du programme de stabilisation et de relance économique, il tente de résoudre la crise financière provoquée par la chute des cours des matières premières et par le poids de la dette extérieure.
Le 7 novembre 1990, il est nommé par le président de la République, Félix Houphouët-Boigny, à la fonction de Premier ministre de Côte d'Ivoire, qui a été créée à la suite d'une modification de la Constitution. Quelques jours plus tard, se tiennent les premières élections législatives multipartites, qui sont remportées par le Parti démocratique de Côte d'Ivoire (PDCI), ancien parti unique dont est membre Alassane Ouattara.
À la tête du gouvernement ivoirien, il mène une politique de rigueur budgétaire qui est durement ressentie par la population. Mais le programme de stabilisation et de relance économique mis en œuvre (réduction des dépenses, élargissement de la base taxable, privatisations…) finit par assainir les finances publiques et redonner confiance aux bailleurs de fonds[réf. nécessaire]. En outre, il crée la carte de séjour pour les travailleurs étrangers. Pendant cette période, le chef de l'opposition, Laurent Gbagbo, est condamné à deux ans de prison le 6 mars 1992, puis libéré le 31 juillet suivant.
Félix Houphouët-Boigny étant gravement malade, les convoitises entre ses différents successeurs potentiels se multiplient. Les ambitions d’Alassane Ouattara, qui assure l'essentiel du pouvoir du fait des hospitalisations à l'étranger du président, sont contrecarrées par la modification constitutionnelle de 1990, qui prévoit que le président de l'Assemblée nationale – qui est alors Henri Konan Bédié – assure l'intérim en cas de mort du chef de l'État. Le 7 décembre 1993, Alassane Ouattara prononce à la Radiotélévision ivoirienne une allocution dans laquelle il annonce la mort de Félix Houphouët-Boigny, déclarant que « la Côte d'Ivoire est orpheline ».
Il donne sa démission deux jours plus tard, et le président de la République par intérim, Henri Konan Bédié, nomme alors Daniel Kablan Duncan à la tête du gouvernement.

### Présidence d'Henri Konan Bédié (1993-1999)
Après avoir quitté sa fonction de Premier ministre, Alassane Ouattara entame une « traversée du désert » en Côte d'Ivoire. En juillet 1994, il devient directeur général adjoint du Fonds monétaire international (FMI). Premier Africain à occuper une fonction de cette importance au sein de l'institution internationale, il a sous sa responsabilité plus de 80 pays et remplace le directeur général, Michel Camdessus, lorsqu'il est absent.
En décembre 1994, l'Assemblée nationale de Côte d'Ivoire vote une modification du code électoral qui prévoit que nul ne peut être élu président de la République s'il « n'est Ivoirien de naissance, né de père et mère eux-mêmes Ivoiriens de naissance », s'il n'a pas résidé de façon continue en Côte d'Ivoire pendant les cinq années qui précèdent le scrutin ou encore s'il a la nationalité d'un autre État. L'introduction de cette clause d'« ivoirité » vise à empêcher la candidature d'Alassane Ouattara, dont les opposants affirment que le père est d'origine burkinabé et qui est par ailleurs domicilié à Washington en tant que directeur général adjoint du FMI. Des haines ethniques et des violences politiques éclatent alors en Côte d'Ivoire. Le président Bédié refusant de faire modifier le code électoral, Alassane Ouattara renonce à se présenter et le « Front républicain », alliance entre le Front populaire ivoirien de Laurent Gbagbo et le Rassemblement des républicains de Côte d'Ivoire, qui soutient Alassane Ouattara, décide de boycotter l'élection. Finalement, Henri Konan Bédié remporte largement l’élection présidentielle de 1995.
Alassane Ouattara quitte ses fonctions de directeur général adjoint du FMI le 31 juillet 1999 pour effectuer son retour sur la scène politique ivoirienne. Le lendemain, il est désigné président du Rassemblement des républicains (RDR), parti centriste et libéral fondé par le député Djéni Kobina cinq ans auparavant. Il annonce alors son intention de se présenter à l'élection présidentielle de 2000 et estime bénéficier d'une « parfaite éligibilité » en remplissant les conditions requises « en matière de nationalité, de filiation et de résidence ». Mais le pouvoir en place lance contre lui un mandat d'arrêt pour « faux sur l'identité et usage de faux documents administratifs », ce qui le pousse à s'exiler en France entre septembre et décembre 1999.

### Comité national de Salut public (1999-2000)
À Noël 1999, une mutinerie éclate à Abidjan. Le général Robert Guéï prend la tête du mouvement, qui se transforme en coup d'État contre Henri Konan Bédié. Le 29 décembre 1999, alors que les prisonniers politiques sont libérés, Alassane Ouattara rentre de son exil. Une commission est formée par les militaires, avec des représentants de tous les partis, pour rédiger une nouvelle Constitution.
Mais les propositions de cette commission en matière de conditions de nationalité pour se présenter à la présidence de la République ne constituent pas un assouplissement par rapport à celles de la Ire République : seuls peuvent se présenter les Ivoiriens nés de père et de mère eux-mêmes ivoiriens d'origine. Alassane Ouattara voit alors, tout comme treize autres personnalités politiques, sa candidature à l'élection présidentielle écartée par la Cour suprême, qui estime qu'il est de « nationalité douteuse » au vu de la nouvelle Constitution, adoptée par référendum en juillet 2000. Cette situation provoque des troubles qui font plusieurs victimes dans le pays, à l'instar du « charnier de Yopougon », dans lequel sont entassés 57 cadavres de partisans supposés de Ouattara,. Cette découverte intervient peu après une élection contestée qui a porté Laurent Gbagbo à la tête du pays.

### Opposant à Laurent Gbagbo (2000-2011)
Quelques semaines plus tard, la candidature d'Alassane Ouattara, qui souhaite se présenter aux élections législatives à Kong, est encore rejetée par la Cour suprême, qui le déclare inéligible, alors qu'elle avait été jugée recevable par la Commission électorale indépendante (CEI). Le RDR organise une manifestation, qui est réprimée, puis boycotte ces élections. À la fin de l’année 2000, Alassane Ouattara se réfugie à nouveau en France. Lors des élections municipales de 2001, le RDR remporte 64 communes contre 59 pour le PDCI et 33 au FPI du président Gbagbo. Alassane Ouattara revient en Côte d'Ivoire le 30 novembre 2001 pour participer au « Forum pour la réconciliation nationale », organisé par Laurent Gbagbo sous la pression de la communauté internationale. Mais les résolutions prises au Forum, tout comme les recommandations issues de la rencontre organisée le 22 janvier 2002 à Yamoussoukro entre les dirigeants des quatre principaux partis politiques de Côte d'Ivoire, ne seront jamais appliquées.
Le 19 septembre 2002, a lieu une tentative de coup d'État militaire des rebelles du Nord, de manière simultanée à Abidjan, Bouaké et Korhogo. Ce putsch est utilisé comme prétexte par le pouvoir pour se débarrasser d'opposants, tels que l'ancien chef d'État Robert Guéï. Le 20 septembre, Alassane Ouattara manque de peu d'être assassiné : alors que sa propriété, située sur les bords de la lagune Ébrié à Cocody, est incendiée et pillée par des partisans de Laurent Gbagbo, il escalade avec son épouse le mur qui sépare sa résidence de l'ambassade d'Allemagne et s'y réfugie,. S'estimant menacé à Abidjan, il prend deux mois plus tard le chemin de l'exil vers le Gabon puis vers la France.
Alassane Ouattara signe les accords de paix de Linas-Marcoussis (janvier 2003), d'Accra II (mars 2003) puis III (juillet 2004), afin de mettre un terme à la crise politico-militaire. En avril 2005, une médiation menée par le président sud-africain, Thabo Mbeki, pousse Laurent Gbagbo à accepter la candidature d'Alassane Ouattara à l'élection présidentielle prévue en octobre suivant. L'élection est néanmoins repoussée, officiellement pour des retards dans les préparatifs. Le 26 janvier 2006, après trois ans d'exil en France, Alassane Ouattara revient en Côte d'Ivoire pour mener campagne en vue du scrutin présidentiel à venir,. Le 4 avril 2007, conformément à l'accord de Ouagadougou, qui vise à ramener la paix et à réunifier le pays, le chef des Forces nouvelles, Guillaume Soro, est nommé Premier ministre.

### Élection présidentielle de 2010 et crise politique
Après avoir été repoussée à six reprises par Laurent Gbagbo, l'élection présidentielle a finalement lieu à la fin de l'année 2010. Au premier tour, Alassane Ouattara obtient 32,1 % des voix, arrivant derrière le président sortant, Laurent Gbagbo, qui rassemble 38,0 % des suffrages. Entre les deux tours, Alassane Ouattara obtient le soutien d'Henri Konan Bédié, arrivé troisième avec 25,2 %. Alassane Ouattara est investi, trois jours plus tard, candidat du Rassemblement des houphouétistes pour la démocratie et la paix (RHDP), alliance des quatre principaux partis d'opposition. À l’issue du second tour, les résultats de la Commission électorale indépendante, qui n'est cependant pas habilitée à prononcer les chiffres définitifs, donnent Alassane Ouattara vainqueur avec 54,1 % des voix. Cependant, le Conseil constitutionnel, composé presque exclusivement de partisans de Laurent Gbagbo, proclame le président sortant réélu avec 51,5 % des suffrages, après avoir invalidé les résultats dans sept départements du Nord (soit 13 % des votants) sous prétexte de fraudes,. La quasi-totalité de la communauté internationale appelle dès lors Laurent Gbagbo à quitter le pouvoir,,.
Alors que Laurent Gbagbo prête serment devant le Conseil constitutionnel le 4 décembre 2010, Alassane Ouattara fait de même le jour même par courrier. Ce dernier reconduit Guillaume Soro à la tête du gouvernement tandis que Laurent Gbagbo choisit Gilbert Marie N'gbo Aké. Reclus à l'hôtel du Golf, Alassane Ouattara refuse dans un premier temps le recours à la force pour faire quitter le pouvoir au président sortant : obtenant le soutien de nombreux États étrangers et d'instances économiques et financières, il assèche les finances de l'État ivoirien, notamment les zones encore contrôlées par son adversaire. Début mars 2011, la tension gagne l'ouest du pays. Le 28 mars, une vaste offensive des forces pro-Ouattara, rebaptisées Forces républicaines de Côte d'Ivoire (FRCI), est lancée. Les FRCI entrent dans Abidjan sans rencontrer de réelle résistance, l'armée régulière et la gendarmerie se rangeant aux côtés d'Alassane Ouattara. Le 11 avril, Laurent Gbagbo est finalement arrêté dans la résidence présidentielle, avec son épouse, Simone.

### Président de la République (depuis 2011)

#### Investiture

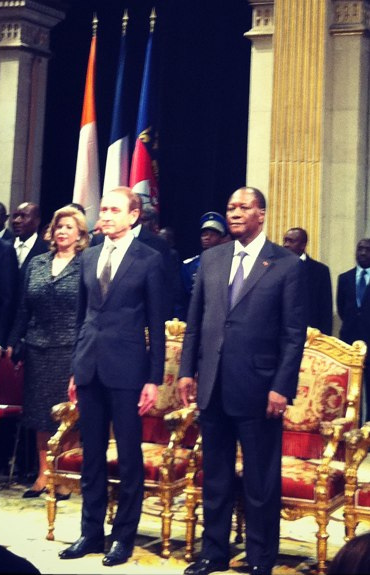
Alassane Ouattara avec le maire de Paris, Bertrand Delanoë, en 2012.

Dans une décision en date du 4 mai 2011, le Conseil constitutionnel ivoirien « proclame monsieur Alassane Ouattara président de la République » et « prend acte des décisions prises » par celui-ci. Deux jours plus tard, le 6 mai, il prête serment au palais présidentiel d'Abidjan, en présence notamment des membres du gouvernement, des diplomates, des responsables militaires, des chefs de partis politiques,. Sa cérémonie d'investiture se déroule en présence de chefs d'État étrangers le 21 mai à Yamoussoukro.
Le quatrième gouvernement Guillaume Soro est formé le 1er juin 2011. Il comprend 36 ministres, dont quatorze membres du RDR, huit membres du PDCI et cinq représentants des Forces nouvelles, les autres ministres étant issus de la société civile et de petits partis. Le FPI, dont le comité central souhaitait notamment la libération de Laurent Gbagbo, ne participe pas à ce gouvernement. Le 9 août suivant, le président Ouattara demande aux ministres de signer une « charte d'éthique » pour lutter contre la corruption et le népotisme.
À l'issue des élections législatives de décembre 2011, boycottées par le Front populaire, le RDR obtient la majorité absolue des sièges à l'Assemblée nationale.

#### Processus de réconciliation
À son arrivée à la présidence, Alassane Ouattara affiche sa volonté de rétablir la sécurité et réconcilier les Ivoiriens, divisés par plusieurs mois d'une crise ayant provoqué quelque 3 000 morts,,. Le jour même de l'arrestation de Laurent Gbagbo, il prononce une allocution dans laquelle il annonce sa volonté de créer une « commission vérité et réconciliation qui fera la lumière sur tous les massacres, crimes et autres violations des droits de l'homme », et appelle « à s'abstenir de toute acte de représailles et de violences ». Deux jours plus tard, il affirme avoir pris contact avec le procureur de la Cour pénale internationale, Luis Moreno Ocampo, pour engager des investigations sur les massacres commis.
Le 20 juillet 2011, Alassane Ouattara signe un décret créant une commission nationale d'enquête (« Commission dialogue, vérité et réconciliation ») sur les violences postélectorales de 2010-2011. Cette commission, qui disposera de six mois pour transmettre ses conclusions et recommandations, doit mener des enquêtes « non judiciaires » pour aider à comprendre « comment et pourquoi des violations aussi graves et massives » des droits de l'homme ont pu être commises. Présidée par l'ancien Premier ministre Charles Konan Banny, la commission d'enquête devra travailler « en parfaite synergie avec toutes les organisations nationales et internationales de défense des droits de l'homme ». Mais rapidement, la commission piétine et souffre d’un déficit de consultation des citoyens dans la prise des décisions. Elle déplore une société profondément divisée, et se révèle impuissante par rapport aux violences armées qui interviennent encore régulièrement en Côte d'Ivoire.
Le site d’actualité français Mediapart cite des sources diplomatiques selon lesquelles, sous sa présidence, la justice serait manipulée de façon à « neutraliser » ses adversaires politiques. La Commission électorale indépendante fait l’objet de critiques : en 2016, la Cour africaine des droits de l’homme et des peuples considère que celle-ci n’est ni impartiale, ni indépendante au sens de la Charte africaine des droits de l'homme et des peuples. Dans un rapport confidentiel rendu public par la presse, des ambassadeurs européens évoquent des autorités qui se « montrent hermétiques aux critiques internes ou externes, et semblent désireuses de ne laisser aucun lieu de pouvoir leur échapper », et un pouvoir « trop faible politiquement pour accepter le jeu démocratique ». En 2018, Alassane Ouattara annonce une recomposition de la Commission électorale indépendante,.
Le 31 décembre 2015, Alassane Ouattara gracie 3 100 détenus de la crise postélectorale. À la veille de la fête nationale du 7 août 2018, il procède, dans un souci de « réconciliation nationale », à l'amnistie de 800 personnes poursuivies ou condamnées après la crise de 2011, dont Simone Gbagbo et deux anciens ministres du régime Gbagbo,. La majorité de ces détenus étaient jusque-là considérés comme des prisonniers politiques par l’opposition et des organisations de défense des droits de l’homme.

#### Armée et défense
Les premières décisions prises par le gouvernement, destinées à réformer les forces de sécurité intérieure, ont été la dissolution de plusieurs unités spéciales (compagnie républicaine de sécurité, brigade anti-émeute et détachement mobile d’intervention rapide) impliquées dans des violences et crimes lors de la crise ivoirienne de 2010-2011 et auparavant. Le centre de commandement des opérations de sécurité, dont les unités étaient assimilés aux « escadrons de la mort », est également dissout.
Après l'accord de défense signé en janvier 2012 avec la France, Alassane Ouattara fusionne les différentes factions armées et les éléments ralliés de l'ancien régime au sein de l'armée ivoirienne régulière et lance un programme de formation des militaires ivoiriens par des formateurs français, ce qui suscite une polémique sur l'intégration de soldats « instables » ou ayant commis des crimes ou des pillages dans les précédents conflits. Ceci met fin à une décennie de crise et de division politique du pays entre nord et sud.
À partir d'août 2012, alors que la sécurité du pays s'était sensiblement améliorée, plusieurs attaques ciblant l'armée ivoirienne et certains groupes de populations sont perpétrées, tandis que de nombreuses évasions se produisent. La réforme et la professionnalisation de l'armée prenant du retard (quand bien même il s'agit d'une priorité pour Alassane Ouattara), le ministère des Affaires étrangères français et les Nations unies demandent plus fermement d'entreprendre des actions concrètes afin d'écarter les éléments perturbateurs dans l'armée et d'accélérer le processus de réconciliation, en panne. En effet, la nouvelle armée ivoirienne est constituée principalement d'hommes issus du nord de la Côte d'Ivoire, tandis que de nombreux gradés de l'ancienne armée du Sud, parfois mieux formés pour gérer des brigades et des unités, ont été mis à l'écart lors de la purge accompagnant la fusion des forces du Nord et du Sud.
Pour lutter contre les barrages illégaux et le racket au sein de l'armée et des forces de l'ordre, une unité de lutte contre le racket a été mise en place à la fin de l'année 2011. Cela s'est traduit par la condamnation de policiers et de gendarmes véreux par un tribunal militaire.
Le 4 janvier 2016, une loi de programmation militaire est votée par l’Assemblée nationale ivoirienne, dotée d’un budget de plus de 2 000 milliards de francs CFA (3,8 milliards d’euros) d’ici à 2020. Ce programme de réformes s’étend de 2016 à 2020, et vise à améliorer les conditions de vie et de travail dans les casernes, ainsi qu’à bâtir une armée de métier plus professionnelle et efficace. L’application de cette loi prévoit entre autres une réduction des effectifs de l’armée de 4 000 hommes d’ici 2020, ainsi que l’instauration d’une prime de départ à la retraite comprise entre 3 et 20 millions de francs CFA.

#### Politique de sécurité
Malgré la formation de nouveaux cadres et le renforcement des effectifs de la police nationale, de la gendarmerie et des FRCI, ceux-ci continuent d'être régulièrement la cible d'attaques armées violentes. Les installations stratégiques sont également visées : en octobre 2012, la centrale thermique d'Azito, située à Abidjan et fournissant la majeure partie de l'électricité du pays, est attaquée par deux fois, endommageant les machines de la centrale et la poussant à réduire temporairement son activité.
Le 17 août 2012, Mamadou Koulibaly estime que près de 100 000 hommes circulent avec des armes et commettent des exactions afin de vivre et subvenir à leurs besoins, sans aucune tendance pro-Gbagbo ou pro-Ouattara. Il remarque également que les miliciens de l'ancien président Laurent Gbagbo et des Jeunes patriotes n'ont pas été désarmés et n'ont pas été pris en charge par les services de réintégration de l'État. De l'autre côté, des hommes s'étant battus aux côtés des forces d'Alassane Ouattara sont frustrés de n'avoir finalement rien reçu en échange de leur combat et circulent toujours armés. Cette frustration est partagée par de nombreux Ivoiriens apeurés ou anxieux par rapport à la mauvaise gestion de l'ensemble des forces de l'ordre et le retour d'un climat de forte insécurité dans le pays.
Le 6 octobre 2012, un rapport intermédiaire confidentiel de 26 pages, rédigé par cinq experts des Nations unies sur la Côte d'Ivoire, met en lumière un complot visant à renverser Alassane Ouattara. Le rapport souligne que ce complot repose sur un réseau de groupes armés situés au Ghana et au Libéria, et sont clairement soutenus politiquement et financièrement par des proches de Laurent Gbagbo et d'anciens dignitaires pro-Gbagbo exilés. De plus, des connexions ont été établies entre ces pro-Gbagbo exilés et la junte militaire malienne ainsi qu'avec le groupe islamiste Ansar Dine. Ces deux entités souhaitent compromettre les efforts au Mali effectués par Alassane Ouattara, également président en exercice de la CEDEAO, quitte à déstabiliser l'Afrique de l'Ouest.
Les violences contre les forces de l’ordre n’ont cessé qu’à partir de novembre 2012. Cependant, le taux de criminalité reste élevé dans les zones urbaines et sur les routes, notamment la nuit.
En mai 2017, des militaires se soulèvent et bloquent notamment Bouaké, la deuxième ville du pays. Par cette action les mutins espèrent contraindre Ouattara à payer le solde des primes qui leur avait été précédemment promis, paiement qui aurait été remis en question selon une rumeur,. En juin, le Premier ministre, Amadou Gon Coulibaly, annonce que le reliquat de prime sera versé fin juin, ce qui sera le cas.

#### Gestion des droits de l'homme
Plusieurs anciens chefs de guerre du Nord, désormais intégrés dans l'armée, se trouvent dans le collimateur de plusieurs organisations des droits de l'homme. Ils sont en effet dénoncés pour des arrestations arbitraires, de mauvais traitements, des actes de racket et des exactions, pendant et après la crise postélectorale. En décembre 2012, des officiers de l’armée ivoirienne dénoncent le manque de discipline et le non-respect de la chaîne de commandement de ces anciens chefs de guerre, tandis que Mamadou Diané, conseiller aux Droits de l’homme auprès d’Alassane Ouattara, affirme que « les procédures ont été respectées » et réfute ces accusations.
À la suite de la publication d'un rapport d'Amnesty International, le 23 octobre 2012, plusieurs de ces chefs de guerre sont démis de leur fonction et placés à d'autres postes au sein de l'armée,. Cependant, l'armée ivoirienne reste régulièrement accusée d'agir de façon non-professionnelle et d'effectuer des règlements de compte. Amnesty International continue de dénoncer les violences commises par l'armée ivoirienne et les chasseurs traditionnels Dozos depuis avril 2011, dans un rapport intitulé « loi des vainqueurs » et rendu public le 25 février 2013. L'ONG accuse également l'administration Ouattara de tolérer ces représailles et répressions contre les personnes présumées pro-Gbagbo, au nom de la sécurité, et souligne l'existence de détentions arbitraires et de traitements inhumains et dégradants. Enfin, l'ONG appelle à briser le cycle des abus et de l'impunité, indiquant que des soutiens d'Alassane Ouattara sont soupçonnés d'avoir commis aussi de graves crimes pendant la crise ivoirienne de 2010-2011, alors qu'aucun d'entre eux n'a été inquiété par la justice ivoirienne, pas plus que les militaires accusés d'avoir commis des exactions après les vagues d'attaques armées de 2012,,. Cependant, en juillet 2015, huit militaires pro-Ouattara sont inculpés par la justice ivoirienne.

#### Réformes économiques et agraires
Lors de son arrivée au pouvoir, pour redresser l'économie (4 400 milliards de francs CFA ont été perdus pendant la crise, la croissance a chuté à - 8 %, les exportations de cacao ont été stoppées), il propose notamment un plan d'urgence de 45 milliards de francs CFA.

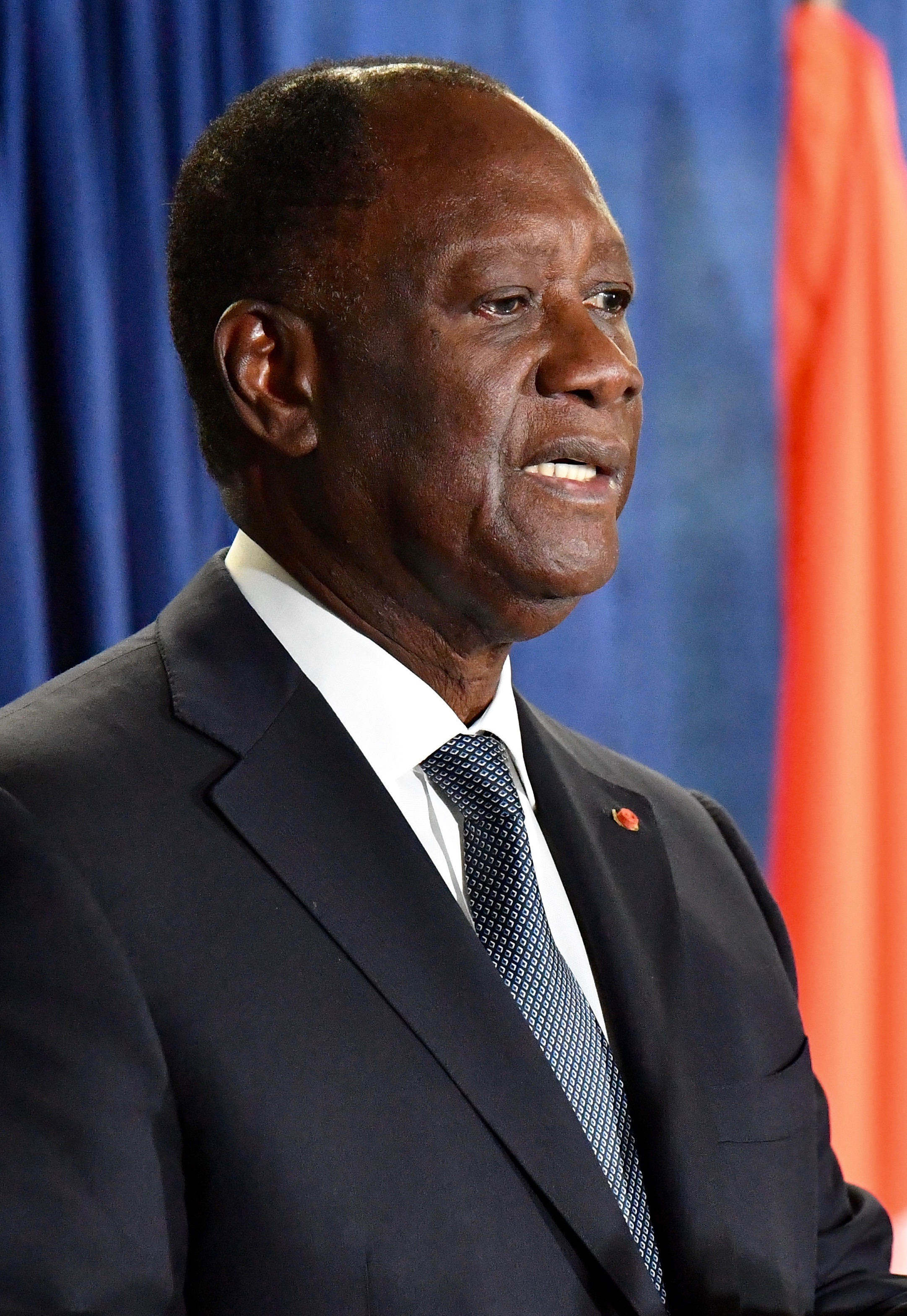
Alassane Ouattara à Washington en 2017.

À partir de janvier 2012, est lancée la réforme de la filière café-cacao (surnommée « réforme Ouattara » par les médias), qui représente à ce moment près de 40 % des exportations et 10 % du PIB du pays. L'objectif est de relancer l'économie agricole en augmentant la production et le rendement des plantations. Le Conseil du café-cacao conduisant la réforme souhaite encourager l'utilisation de semences sélectionnées et de produits phytosanitaires homologués, lutter contre les maladies affectant les plantations tels que le Swollen shoot, faciliter l'accessibilité et la disponibilité des engrais et inciter les producteurs à cultiver le cacao plutôt que d'autres plantes. Enfin, une police de contrôle doit être mise en place pour prévenir le non-respect des itinéraires techniques de la récolte cacaoyère affectant la qualité du produit. La réforme se heurte cependant à l'inquiétude et au scepticisme des producteurs, qui font face à une forte concurrence avec le Ghana et sont dépendants du cours du cacao. La réforme permit tout de même d'atteindre le point d'achèvement de l'initiative PPTE et d'alléger sensiblement la dette extérieure de l'État ivoirien.
Il annonce en octobre 2020 une augmentation de 21 % du prix du cacao payé aux planteurs, en accord avec le Ghana, également grand producteur de cacao.
D'autres pans de l'agriculture ivoirienne font aussi l'objet de réformes importantes, conduites par le ministre de l'Agriculture Mamadou Sangafowa. Ces réformes visent à accroître la professionnalisation et de la représentativité du secteur, à assainir le mouvement des coopératives agricoles, à créer une interprofession par la filière, et à une refonte de la Chambre d'agriculture. Le gouvernement applique également de façon plus stricte le code foncier rural pour lutter contre les conflits fonciers, cause de nombreux affrontements mortels dans les campagnes. L'ensemble doit permettre de renforcer le cadre institutionnel, maîtriser les coûts et encourager l'investissement agricole. L'État investit 1 000 milliards de francs CFA répartis sur cinq ans pour moderniser l'outil de production et relancer le secteur.
En 2013, de nouveaux plans (tels que le PRICI) sont mis en œuvre pour poursuivre la réhabilitation de l'ensemble des infrastructures publiques à travers le pays, et de renforcer sensiblement le secteur agricole dans le but d'augmenter le revenu des paysans et de stimuler la croissance intérieure du pays. L'objectif à l'horizon 2015 est de restaurer une classe moyenne ivoirienne affaiblie par les précédents troubles politiques, et de réduire le taux de pauvreté, de plus de 50 % aujourd'hui à 25 % de la population. Selon Mediapart, le nombre de personnes vivant sous le seuil de pauvreté a augmenté entre 2011 et 2016,. Le taux de pauvreté est cependant passé de 51 % en 2011 à 46 % en 2015 puis à 37 % en 2018,. Le revenu national brut par habitant a augmenté de 36 % sur la même période.

#### Réhabilitation des infrastructures

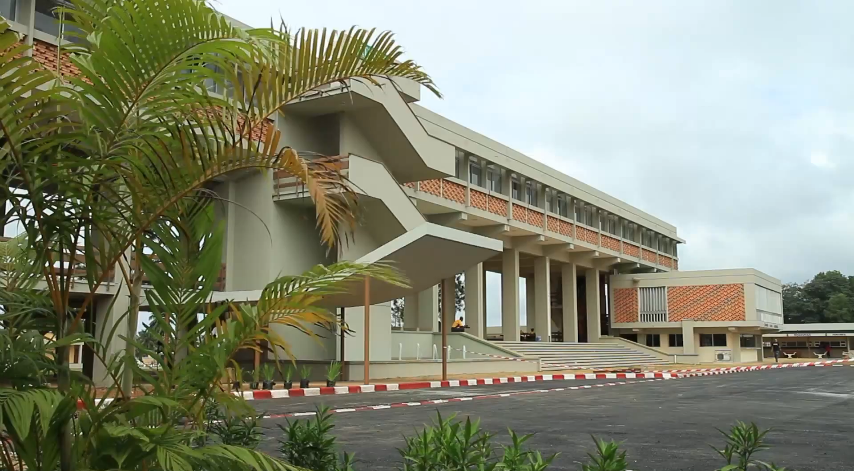
Le bâtiment de la présidence de l'université Félix Houphouët-Boigny, remise à neuf en 2012.

Les infrastructures, telles que les routes et la majorité des bâtiments publics, n'étaient plus entretenues depuis la fin des années 1990 et apparaissent, au début du mandat d'Alassane Ouattara, souvent sérieusement dégradées, voire insalubres.
En 2010, 80 % du réseau routier a plus de 15 ans et se trouve en très mauvais état,. Une de ses promesses électorales étant de faire de la Côte d'Ivoire un pays émergent, il met en œuvre dès la fin de l'année 2011 un programme de développement et de renforcement des infrastructures routières. Ce programme a permis un investissement de 52 milliards de francs CFA en 2012, pour la réfection d'un tiers du réseau routier ivoirien et la construction de nouveaux ponts, et doit permettre des investissements plus importants encore en 2013.
Le 19 avril 2012, les universités publiques ivoiriennes sont fermées sur ordre du gouvernement, en raison de leur état de délabrement très avancé et de leur insalubrité. Le ministre de l'Enseignement supérieur Cissé Bacongo, avec le gouvernement ivoirien, investit 110 milliards de francs CFA (152 millions d’euros) pour réhabiliter les universités. Les villages précaires, qui avaient grandi dans l'enceinte de certains campus, ont été rasés, tandis que les installations ont été entièrement remises à neuf, permettant par la même occasion d'augmenter les capacités d'accueil des universités. Les universités ont officiellement rouvert le 3 septembre 2012 lors de cérémonies officielles, après avoir été renommées des noms de personnalités ivoiriennes, dont celui du président en exercice,.

#### Lutte contre la traite d'enfants
Depuis le premier semestre 2012, le gouvernement et le nouveau Comité national de surveillance, présidé par Dominique Ouattara, ont intensifié la lutte contre la traite et le travail des enfants. La création de nouvelles structures et l'application de mesures concrètes, particulièrement dans la cacao-culture où le phénomène sévit, ont permis à la Côte d'Ivoire de remonter à la catégorie 2 dans le classement sur la traite des enfants établi par le département d'État américain et évite au pays d'être éligible au blocage d'aides financières ou humanitaires. Le rapport établit en revanche que des efforts sont encore à fournir afin d'accroître la traque et la répression des délits de travail forcé des enfants et des réseaux d'exploitation de femmes et d'hommes.

#### Lutte contre la corruption

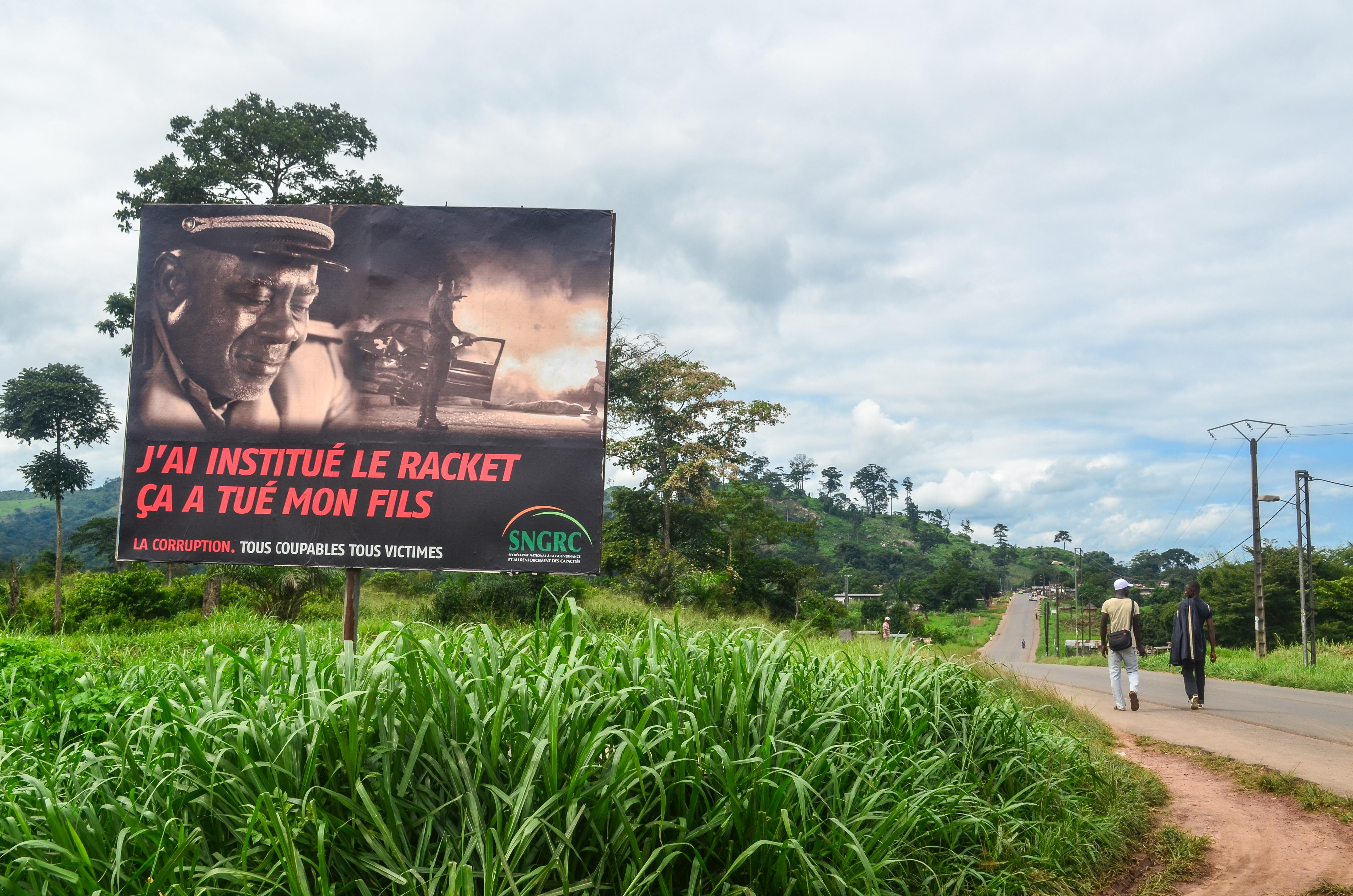
Une affiche de campagne gouvernementale anti-corruption dans l'ouest ivoirien.

Le gouvernement fait face à une corruption endémique et à un système judiciaire défaillant. Une affaire marquante du début de mandat est l'affaire des déchets toxiques déversés à Abidjan, ayant causé la mort de 17 personnes et intoxiqué plusieurs milliers d'autres en 2006 : celle-ci contraint Alassane Ouattara à limoger le ministre de l'Intégration africaine, Adama Bictogo, impliqué dans le scandale. Plus de 4,65 milliards de francs CFA (7 millions d'euros) destinés à l'indemnisation des victimes ont été détournés. De plus, bon nombre de personnes s'inscrivent en tant que victimes d'intoxications alors qu'il n'en est rien, dans le but de toucher « de l'argent cadeau », tandis que bon nombre de victimes avérées attendent leur indemnisation.
Le 2 août 2012, Alassane Ouattara limoge un autre haut fonctionnaire ivoirien, Adama Meïté, directeur des finances et du patrimoine au ministère de l'Enseignement supérieur, et ordonne une enquête sur un contrat litigieux conclu pour la réhabilitation des universités publiques. Le Premier ministre Jeannot Ahoussou-Kouadio diligente également une enquête sur les conditions d'attribution de ce marché public.
Le 17 octobre 2012, le gouvernement Ahoussou-Kouadio rend publique la suspension d'une dizaine de magistrats pour abandon de poste, abus de pouvoir, extorsion de fonds et corruption. Cette annonce a suscité la satisfaction d'une association de défense des victimes de l'affaire du Probo Koala, mentionnant que certains des magistrats suspendus sont impliqués dans le détournement de fonds destinés à indemniser des victimes de cette affaire. Cette annonce a cependant suscité l'indignation de trois syndicats de magistrats ivoiriens, de par la transgression de l'article 39 de la loi 94-498 du 6 septembre 1994 édictant que « la décision de suspension provisoire est prise dans l'intérêt du service et qu'elle ne peut être rendue publique ». Si ces syndicats cautionnent la suspension de magistrats véreux, ils craignent que cela ne jette le discrédit sur l'ensemble de la profession de magistrat en Côte d'Ivoire, déjà gangrénée par la corruption.
En dépit des actions entreprises, de brigades mises en place et de procès de militaires véreux, la corruption reste omniprésente sur l'ensemble du territoire et dans de nombreux domaines. Le racket opéré par les forces de l'ordre reste, à l'image de la situation du pays, très fréquente.
De plus, l'armée est accusée par les Nations unies de se livrer à la contrebande de plusieurs ressources du pays. La contrebande de cacao (153 000 tonnes sur un total de 1,47 million de tonnes) génère un manque à gagner de plus de 200 milliards de francs CFA (305 millions d'euros), tandis que la contrebande de noix de cajou représentant un tiers de la production nationale génère un manque à gagner de près de 65 milliards de francs CFA (99 millions d’euros). Ce pillage se fait tant par le biais de réseaux politiques et économiques liés aux combattants des ex-Forces nouvelles, que par des partisans de l'ancien président Laurent Gbagbo via le commerce souterrain d'or et de diamants. C'est ainsi que les Nations appellent le gouvernement ivoirien le 28 avril 2013 à « démanteler immédiatement le réseau militaro-économique, combattre tous types d’imposition illégale et renforcer la sécurité intérieure pour éviter le racket, les vols et le pillage de la part de groupes armés illégaux »,. En réaction, le garde des Sceaux Mamadou Gnénéma Coulibaly demande des preuves afin d'ouvrir des investigations, et demande à faire confiance aux magistrats ivoiriens,. Le rapport souligne en outre que les anciens « com-zones » ont été intégrés dans l'armée régulière « sans que les commandants aient abandonné leurs activités économiques prédatrices sur le mode des seigneurs de la guerre, qu'ils ont aujourd'hui étendues à l'ensemble du territoire ivoirien ».
En 2018, un rapport confidentiel d'ambassadeurs des pays de l’Union européenne, qui parvient à la presse, évoque notamment un « enrichissement spectaculaire » de la classe dirigeante.

#### Politique internationale

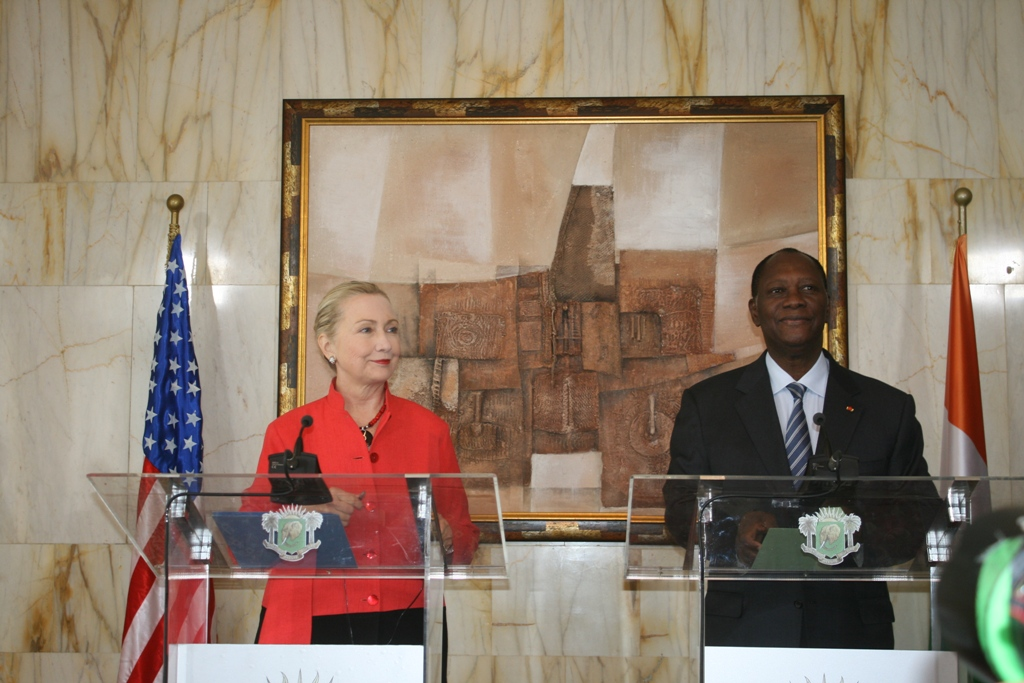
Alassane Ouattara et Hillary Clinton en 2012.

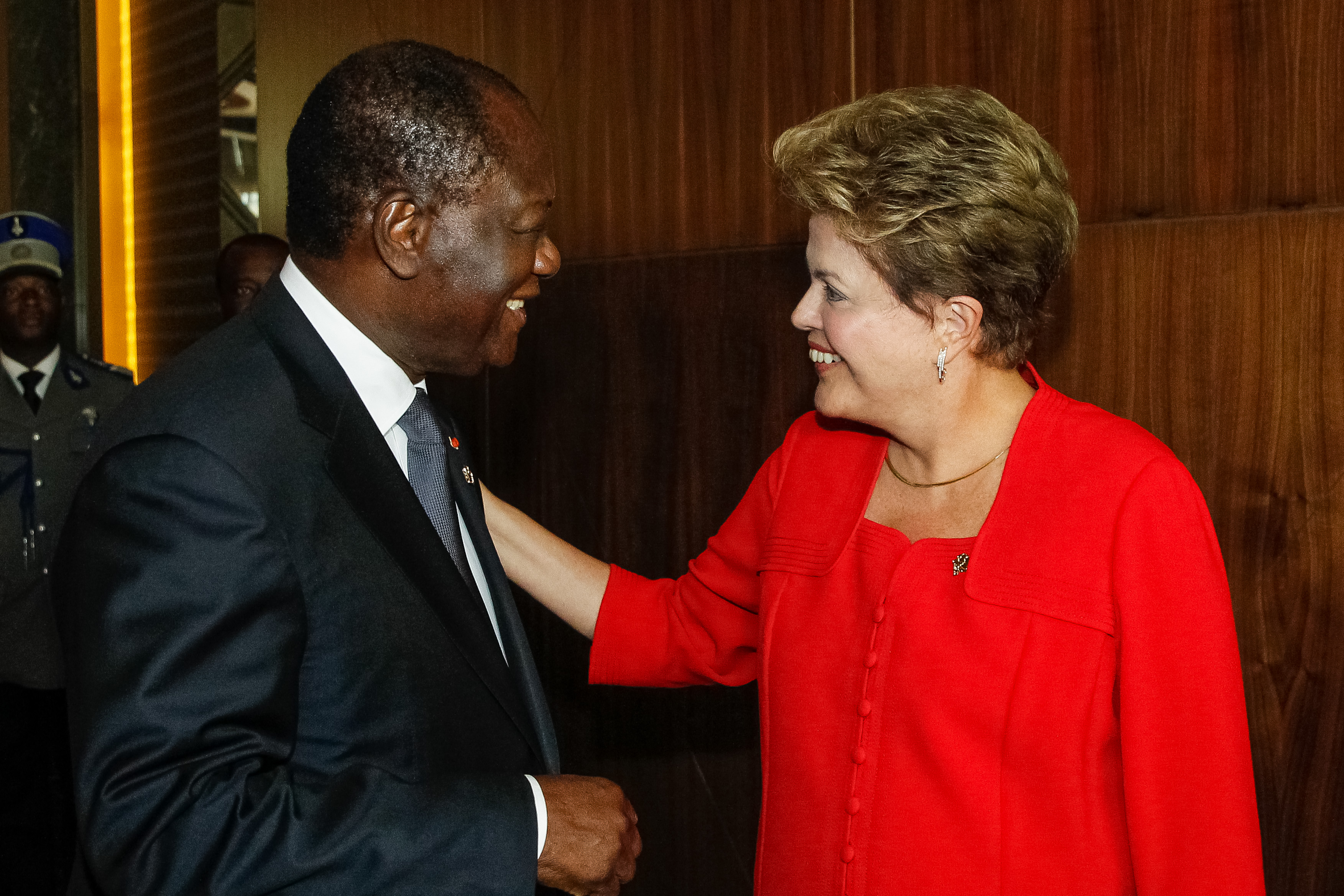
Alassane Ouattara et Dilma Rousseff en 2013.

Le début du mandat d'Alassane Ouattara est marqué par plusieurs voyages à l'étranger, dans le but de renforcer les relations entre la Côte d'Ivoire et plusieurs pays développés, et de nouer de nouveaux partenariats économiques. Les relations avec l'Afrique du Sud se sont brièvement refroidies du fait du soutien affiché du président sud-africain, Jacob Zuma, à Laurent Gbagbo pendant la crise postélectorale,,.
À partir de juillet 2011, Alassane Ouattara entame plusieurs voyages de diplomatie économique, rencontrant des chefs d'État et de gouvernement, ainsi que des dirigeants d'institutions financières de premier plan. Ceci aboutit à la mise en place d'initiatives et le déblocage de sommes conséquentes destinés à soutenir la reconstruction du pays après la crise post-électorale. L'obtention du point d'achèvement de l'initiative PPTE, lancée en 1996, permet à la Banque mondiale et au Fonds monétaire international d'alléger sensiblement la dette extérieure ivoirienne de 4,4 milliards de dollars (soit plus de 2,351 milliards de francs CFA),,. La Côte d'Ivoire postule enfin à l'éligibilité au processus MCC (Millenium Challenge Corporation), qui permettrait au pays de profiter de 400 à 500 milliards de francs CFA pour financer son développement.
Cette diplomatie économique très active dans plusieurs pays du Nord et du Sud permettent la signature de nombreux contrats avec des partenaires de plusieurs pays d'Europe, d'Amérique du Nord et d'Asie (tels que la construction du pont Henri-Konan-Bédié, l'exploitation de nouveaux gisements de pétrole, la réhabilitation et construction de routes, d'hôpitaux et de barrages, etc.). Un nouvel accord de défense est signé, permettant à la France de maintenir 300 soldats sur le territoire ivoirien,,. L'achèvement de l'initiative PPTE ouvre la voie à la signature d'un contrat de désendettement-développement de 2 milliards d'euros (1 312 milliards de francs CFA) avec la France, devrait permettre de soutenir l'économie ivoirienne, tandis que des formations par des militaires français sont à nouveau effectués.
D'autres contrats économiques ont également été signés avec d'autres pays, tels que l'extension de la centrale thermique d'Azito (dans la commune de Yopougon), dont le contrat de 300 millions d'euros (196,787 milliards de francs CFA) a été remporté par General Electric et le Sud-Coréen Hyundai, au grand dam d'Alstom. Ce projet, lancé en octobre 2011 par le président ivoirien, permettra à la Côte d'Ivoire d'acquérir son indépendance énergétique courant 2013, de mettre fin au délestage très fréquent et de vendre de l'électricité à ses voisins.
Par la suite, Alassane Ouattara poursuit de nombreux voyages avec plusieurs ministres selon le secteur d'activité, dans le but d'attirer un maximum d'investisseurs étrangers venant de nombreux pays, et de réhabiliter rapidement l'image de la Côte d'Ivoire aux yeux des investisseurs et chefs d'entreprises. Les actions entreprises en ce sens attirent bon nombre d'investisseurs étrangers en mission de prospection,. Certaines firmes étrangères se sont ensuite implantées pour ouvrir des franchises ou des filiales.
Il conserve tout au long de sa présidence le soutien des pays membres de l'Union européenne, qui n’émettent pas de critique sur sa politique.

#### Réélection de 2015
Le 25 octobre 2015, il est réélu au premier tour de l’élection présidentielle, avec 83,7 % des suffrages exprimés. Il est investi pour un second mandat le 3 novembre suivant.
En 2017, des tensions ressurgissent au sein des forces qui avaient aidé Ouattara à prendre le pouvoir en 2011. Pendant des mois, les ex-rebelles du Nord réclament le prix de leur engagement militaire à ses côtés. À la suite de plusieurs mutineries, entre janvier et mai, plus de 8000 d’entre eux, intégrés dans les Forces républicaines de Côte d’Ivoire (FRCI) ont finalement touché une prime de 18 000 euros. Toutefois d’anciennes troupes alliées n'ont pas reçu de récompenses et continuent de se mutiner.

#### Réélection de 2020
Bien que légalement en mesure de se représenter à l'élection présidentielle d'octobre 2020 après ses deux premiers mandats de cinq ans, Alassane Ouattara affirme à plusieurs reprises son intention de ne pas briguer à nouveau la présidence, conditionnant toutefois ce retrait à la non-participation des anciens présidents Laurent Gbagbo et Henri Konan Bédié,. Il déclare ainsi vouloir « transférer le pouvoir à une nouvelle génération », mais uniquement si « ceux de ma génération comprennent que notre temps est passé ». Le 5 mars 2020, il annonce aux parlementaires du Sénat et de l'Assemblée nationale réunis en Congrès ne pas être candidat à sa réélection, décision qu'il affirme avoir prise depuis deux ans. Sa décision est saluée dans le pays comme à l'étranger,. Huit jours plus tard, en vue de la présidentielle, il désigne Amadou Gon Coulibaly comme candidat du RHDP : celui-ci tente alors de convaincre le président Ouattara de permettre le retour au pays de Laurent Gbagbo avant la présidentielle, après son acquittement par la Cour pénale internationale, mais le chef de l’État refuse une telle possibilité.
Dans le même temps, Alassane Ouattara annonce une révision constitutionnelle portant principalement sur le vice-président. Celui-ci, dont la fonction a été instaurée par la Constitution de 2016, succède au président en cas de vacance du pouvoir. Le mandat d'Alassane Ouattara étant en cours au moment de la modification, dont la version initiale prévoyait son élection dans le cadre d'un ticket présidentiel, Daniel Kablan Duncan est exceptionnellement nommé à cette fonction par le président en janvier 2017,. Le projet de révision vise notamment à entériner la désignation du vice-président, nommé par le président avec l'accord de l'assemblée. Surtout, le vice-président terminerait désormais le mandat du président en cas d’empêchement de celui-ci,. La nouvelle réforme constitutionnelle est adoptée le 17 mars.
La succession organisée par Alassane Ouattara est cependant mise à mal en juillet 2020, avec le décès d'Amadou Gon Coulibaly des suites d’un malaise cardiaque. Cet événement intervient alors que le président s'était mis en froid avec plusieurs autres personnalité du parti au pouvoir afin d'imposer la candidature de son dauphin. Devant le vide laissé par le décès du Premier ministre, une nouvelle candidature de Ouattara est évoquée. Le 29 juillet, le RHDP l'invite à briguer un troisième mandat.
Alassane Ouattara annonce finalement sa candidature le 6 août, lors de sa prise de parole à la nation avant les festivités des soixante ans de l'indépendance. Le 22 août 2020, le RHDP investit le chef de l’État sortant comme candidat à l’élection présidentielle. Jeune Afrique affirme alors :

« Le destin d’un homme politique peut basculer au moment d’une décision, d’une action ou d’un discours. Alassane Ouattara aurait pu être le premier chef de l’État ivoirien à mettre son pays sur les rails d’une alternance pacifique. Et on aurait pu analyser sereinement le bilan de ses deux mandats successifs, en prélude à l’élection de son successeur. On aurait alors salué sa décision de se retirer, mis en avant les forces et les faiblesses de son action, les acquis légués à une nation en reconstruction après une décennie de crise politico-militaire, les grands chantiers encore à parachever. À la tête de sa fondation pour le climat et la bonne gouvernance, ADO aurait parcouru les conférences internationales, joué le rôle de sage à l’occasion de médiations continentales. Mais sa décision de briguer un troisième mandat, intervenue après le décès brutal d’Amadou Gon Coulibaly a tout changé. »

Le 14 septembre, le Conseil constitutionnel valide quatre candidatures, dont la candidature du président sortant et déclare irrecevables les candidatures de Guillaume Soro et Laurent Gbagbo. Le 16 octobre, Henri Konan Bédié et Pascal Affi N'Guessan appellent ensemble au « boycott actif » du « processus électoral », lors d'une conférence de presse. Une trentaine de personnes sont mortes depuis le mois d'août à la suite d’affrontements entre les forces de l'ordre et ceux qui contestent la possibilité d’un troisième mandat de Ouattara.
En octobre 2020, Alassane Ouattara inaugure le stade olympique Ebimpé, stade qui porte aussi le nom de stade Alassane-Ouattara,.
Alassane Ouattara est réélu dès le premier tour avec 95,3 % des voix. L'autre candidat resté en lice après le boycott de l'opposition est l’indépendant Kouadio Konan Bertin, qui obtient 2 % des voix. La participation est de 53,9 %. L'opposition conteste les chiffres officiels ainsi que les conditions dans lesquelles s'est tenue l'élection,. Le 11 novembre, Henri Konan Bédié et Alassane Ouattara se rencontrent afin de « rétablir la confiance » entre le pouvoir et l'opposition. Le 9 décembre, Henri Konan Bédié annonce la fin du régime de transition proclamé par l’opposition à la suite de l’élection présidentielle.
Alassane Ouattara prête serment pour un troisième mandat le 14 décembre 2020. Il annonce dans la foulée la création d’un ministère de la Réconciliation nationale et appelle à la reprise du dialogue avec l’opposition en vue des élections législatives à venir.

#### Élection présidentielle de 2025
Le 21 juin 2025, il est désigné candidat à l'élection présidentielle de 2025 par le Rassemblement des houphouëtistes pour la démocratie et la paix (RHDP), sans avoir encore lui-même confirmé sa candidature.
Le 29 juillet 2025, dans un discours télévisé, il déclare officiellement sa candidature pour l'élection du 25 octobre, justifiant celle-ci par l'« expérience » qu'il détient et qui est exigée face aux « défis » qu'affronte le pays. Il ajoute : « j'ai fait de la parole donnée un engagement, toutefois, les années passées à la tête de notre pays m'ont fait comprendre que le devoir peut parfois transcender la parole donnée de bonne foi ».

## Détail des mandats et fonctions
- avril 1968 - août 1973 : économiste au FMI
- août 1973 - février 1975 : chargé de mission au siège de la Banque centrale des États de l'Afrique de l'Ouest (BCEAO)
- février 1975 - décembre 1982 : conseiller spécial du gouverneur et directeur des études de la BCEAO
- janvier 1983 - octobre 1984 : vice-gouverneur de la BCEAO
- novembre 1984 - octobre 1988 : directeur du département Afrique au FMI
- mai 1987 - octobre 1988 : conseiller spécial du directeur général du FMI
- octobre 1988 - décembre 1993 : gouverneur de la BCEAO
- avril - novembre 1990 : président du Comité interministériel de la coordination du programme de stabilisation et de relance économique de la Côte d'Ivoire
- novembre 1990 - décembre 1993 : Premier ministre
- depuis décembre 1993 : gouverneur honoraire de la BCEAO
- juillet 1994 - juillet 1999 : directeur général adjoint du FMI
- depuis août 1999 : président du Rassemblement des républicains de Côte d'Ivoire (RDR)
- depuis mai 2011 : président de la république de Côte d’Ivoire
- février 2012 - mars 2014 : président de la Communauté économique des États de l'Afrique de l'Ouest

## Distinctions
- Collier et grand-croix de l'ordre national de Côte d'Ivoire,
- Grand-croix de l'ordre national du Bénin (2013)[163],[164]
- Grand officier de l'ordre national de Côte d'Ivoire
- Commandeur de l'ordre national du Lion du Sénégal
- Commandeur de l'ordre du Mono
- Commandeur de l'ordre national du Niger
- Docteur honoris causa de l'université d'Abomey-Calavi[165]
- Docteur honoris causa de l'Académie nigériane de défense[166]
- Docteur honoris causa de l’université des femmes Sookmyung (Corée du Sud)[167]